# Véronique Waroux
Pour les articles homonymes, voir Waroux (homonymie).
Véronique Waroux, née le 8 avril 1969 à Péruwelz, est une femme politique wallonne, membre du Centre Démocrate Humaniste.

## Biographie
Véronique Waroux est Ingénieur Conseil Environnement (Faculté polytechnique de Mons).

## Carrière politique
- 2006-2012 : première échevine à Peruwelz
- 2014-     :  députée wallonne
  - députée de la Communauté française
    - sénatrice de Communauté